# Брюссельський саміт НАТО 1974

Карта членів НАТО

Брюссельський саміт 1974 року — другий саміт НАТО. Офіційні засідання та неофіційні зустрічі в Брюсселі, Бельгія, відбулися 26 червня 1974 року. Це була тільки третя зустріч глав НАТО держав після церемонії підписання Північноатлантичного договору 4 квітня 1949 року.

## Обстановка
Організація зіткнулася з викликом поколінь: чи нове покоління лідерів буде такими ж прихильниками НАТО, як їх попередники. Результати виборів 1974 року змінили значну кількість чиновників в уряді Великої Британії, прем'єр-міністр Едвард Гіт був замінений на виборах Гарольдом Вільсоном; у Франції президент Жорж Помпіду був замінений Жискаром д'Естеном; і в Західній Німеччині, канцлер Віллі Брандт був замінений Гельмутом Шмідтом. Президент США Річард Ніксон пішов у відставку, замість нього головою уряду став Джеральд Форд.

## Порядок денний
Загальні дискусії були зосереджені на необхідності підтвердження прихильності країн-членів Альянсу цілям та ідеалам Договору в 25-у річницю його підписання. Крім того, були неофіційні консультації з Сходом і Заходом в рамках підготовки до переговорів на вищому рівні між США та СРСР на рахунок обмеження стратегічних ядерних озброєнь.

## Досягнення
Лідери країн НАТО підписали Декларацію про атлантичні відносини, яка була прийнята міністрами закордонних справ НАТО в Оттаві тижнем раніше.